# Krčmar vára
Krčmar vára egy középkori várhely Horvátországban, a Lika-Zengg megyei Gospićhoz tartozó Smiljan területén.

## Fekvése
A Gospićtól nyugatra, a Likai karsztmezőn fekvő Smiljan Kármelhegyi Boldogasszony templomától nyugatra, a falu temetője fölé magasodó 773 méteres magaslaton találhatók maradványai.

## Története
Ezt a várat is csak Glavinić zenggi püspök 1696-os likai leírása említi. Mivel ma már nem találjuk nyomát, leírását a 19. század közepén Ivan Kukuljević által készített alaprajzra kell alapoznunk. Ezen az alaprajzon több szétszórt, négyzet alaprajzú épület és két kör alakú épület látható. Egy kisebb köralakzat lehet egy víztartály, amellyel egy ilyen várnak bizonyosan rendelkeznie kellett ahhoz, hogy ellenálljon egy hosszabb ostromnak. Egy nagyobb kör alakú épületben láthatjuk a tornyot. A fennsík északi részén látható két összefüggő épület lakóépület lehet. A másik két négyzet alakú épületet nem lehet felismerni, a nagyobbikban talán a bejárati kaputornyot kellene látni, de ez csak feltételezés, amelyet csak a terepen végzett régészeti feltárások tudtak megerősíteni.

## A vár mai állapota
A várnak mára nyoma sem maradt.